# باول إروين فورستر
باول إروين فورستر (بالإنجليزية: Paul Irwin Forster)‏ هو عالم نبات أسترالي، ولد في 3 نوفمبر 1961.